# Pedro Bernardo
Pedro Bernardo è un comune spagnolo di 1 229 abitanti situato nella comunità autonoma di Castiglia e León.